# Hanwha Vision
Hanwha Vision (kor. 한화비전, poprzednio Samsung Techwin i Hanwha Techwin) – przedsiębiorstwo działające w branżach bezpieczeństwa, aeronautyki, optoelektroniki, automatyki i przemysłu zbrojeniowego. Jest jednostką zależną Hanwha Group, zatrudnia około 2500 pracowników. Siedziba firmy mieści się w Changwon. W 2014 firma uzyskała 2 615 miliardów wonów zysku operacyjnego.
Firma zmieniła nazwę z Hanwha Techwin na Hanwha Vision 1 marca 2023.